# Mustapha Dumbuya
Mustapha Sima Michael Dumbuya  (* 7. August 1987 in Freetown) ist ein Fußballspieler aus Sierra Leone.

## Verein
Dumbuya startete seine Karriere bei den englischen Amateurvereinen Wingate & Finchley und Potters Bar Town. Von 2009 bis 2011 spielte er für den englischen Zweitligisten Doncaster Rovers und anschließend für Crystal Palace, den FC Portsmouth, Crawley Town und Notts County. Am 2. September 2015 unterzeichnete er einen Vertrag beim schottischen Erstligisten Partick Thistle. Dort blieb er bis 2018 und ging kurzzeitig zum FC Falkirk, wo er allerdings kein Ligaspiel bestritt. Seit 2019 spielt er in den USA in der zweitklassigen USL Championship, zuerst für Phoenix Rising FC und aktuell bei den Tampa Bay Rowdies.

## Nationalmannschaft
Am 13. Oktober 2012 wurde er erstmals bei einem Länderspiel der A-Nationalmannschaft von Sierra Leone gegen Tunesien (0:0) eingesetzt.